# Sighișoara
Sighișoara (hongarès: Segesvár, alemany: Schäßburg i llatí: Castrum Sex), ciutat de Romania, és la capital de la província de Mureș. Es troba al marge del Târnava, riu que travessa la gran majoria del territori de Transsilvània (Romania). La seva població és de 32.287 habitants (2002).

## Història
A partir del segle x la regió va restar sota control dels hongaresos, que van dominar les poblacions autòctones i que al segle xiii van portar pobladors saxons per establir-los a la regió (aquests nouvinguts eren majoritàriament artesans i comerciants) i perquè participessin activament en el manteniment del seu domini a la regió i defensaren les fronteres. Segons el cronista Krauss s'esmenta un assentament saxó a prop de Sighișoara ja cap a l'any 1191. Vers l'any 1280 surt documentada la població, anomenada com a Castrum Sex i l'any 1298 surt anomenada en alemany amb el mot Schespurch.

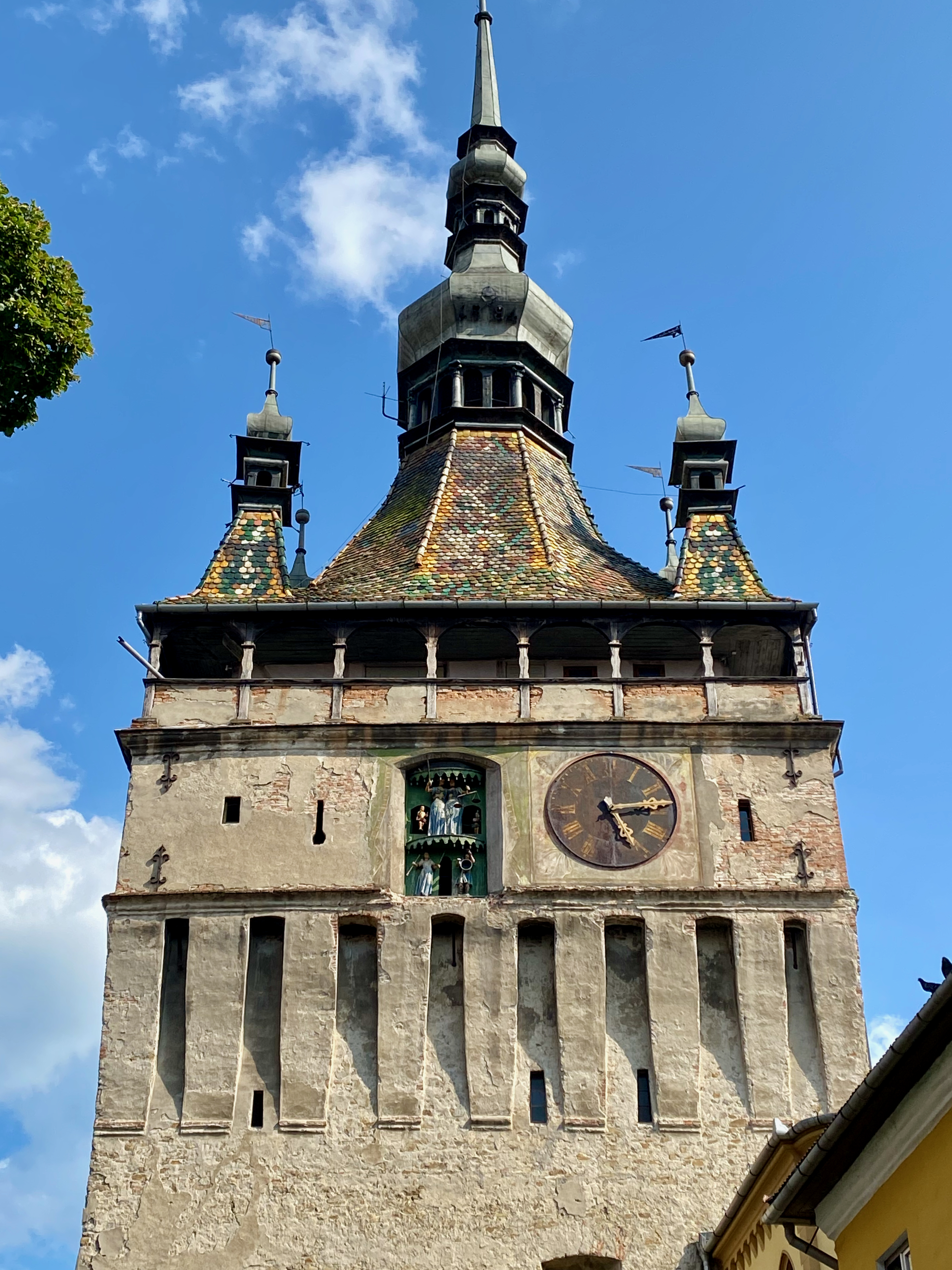
Torre del rellotge

Cap a l'any 1337 Sighișoara s'havia convertit en un centre important pels diferents privilegis atorgats pels reis hongaresos a la ciutat i, en especial, la categoria de ciutat que es va atorgar l'any 1367 a la Civitas de Segusvar (l'actual Sighișoara). Així la ciutat va tenir un paper important al llarg de diversos segles per la seva situació estratègica i comercial en les rutes que comunicaven la península Balcànica amb el centre d'Europa; esdevingué la ciutat més important de Transsilvània (en romanès Transilvania), amb un important nombre d'artesans (tant d'autòctons com de procedència germànica) que eren la base de l'economia local i d'una gran quantitat de mà d'obra que treballaven en les contínues tasques de fortificació de la població.
L'any 1453 el noble valac Vlad Țepeș es trobava exiliat a Transsilvània en aquesta ciutat i es va arribar a emetre moneda i per primera vegada s'esmenta el nom en romanès de Sighișoara.
Al llarg dels segle xvi i xvii la ciutat va experimentar un continu creixement econòmic, ja que tenia uns 15 gremis d'oficis i més de 20 mestres artesans. La ciutat en aquell període era un important focus cultural i econòmic; hi va arribar a residir l'escultor barroc Elias Nicolai. La ciutat estava controlada pels nobles hongaresos, que sota el títol de príncep de Transsilvània exercien el seu domini en la regió. Amb els continus enfrontaments entre hongaresos, polonesos, austríacs i turcs otomans la ciutat va patir atacs al llarg dels segle xvii i xviii. A la plana propera d'Albeşti va produir-se la batalla de Segesvár, en què l'exèrcit revolucionari romanès va derrotar l'exèrcit hongarès, que estava comandat per Józef Bem. A l'any següent es va produir una batalla entre l'exèrcit hongarès i l'exèrcit rus i en què es creu que el poeta hongarès Sándor Petőfi va morir.
La ciutat va romandre sota control austrohongarès fins després de la Primera Guerra Mundial, quan va passar a integrar-se dins del Regne de Romania. Durant la Segona Guerra Mundial una bona part dels joves alemanys de la important comunitat germànica de la ciutat van enrolar-se als exèrcits d'Adolf Hitler i van participar activament en les campanyes militars. Amb la derrota de l'Alemanya nazi i l'adveniment del comunisme a Romania la situació dels gairebé 15.000 alemanys de la ciutat es va deteriorar, fins a tal punt que un 90% de la comunitat va emigrar a Alemanya tan bon punt el règim comunista va caure al desembre de 1989.

## Aspectes culturals

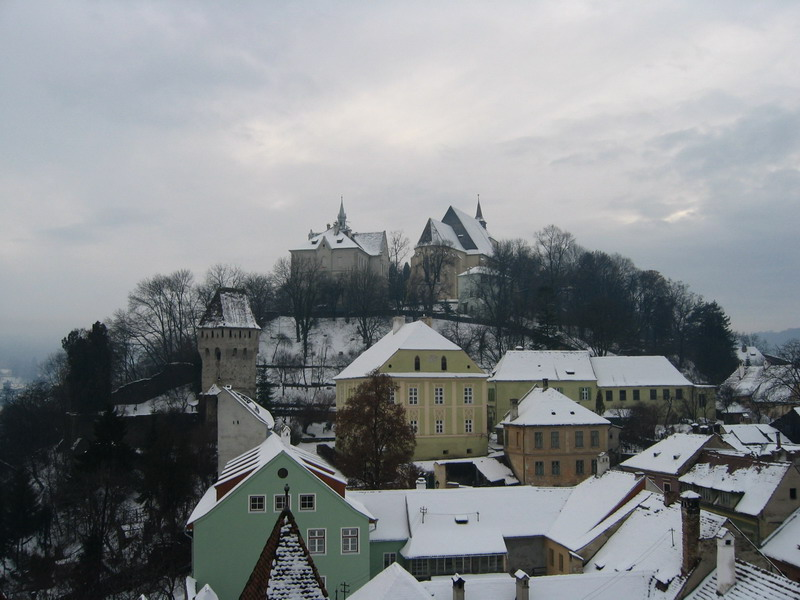
Vista del centre històric

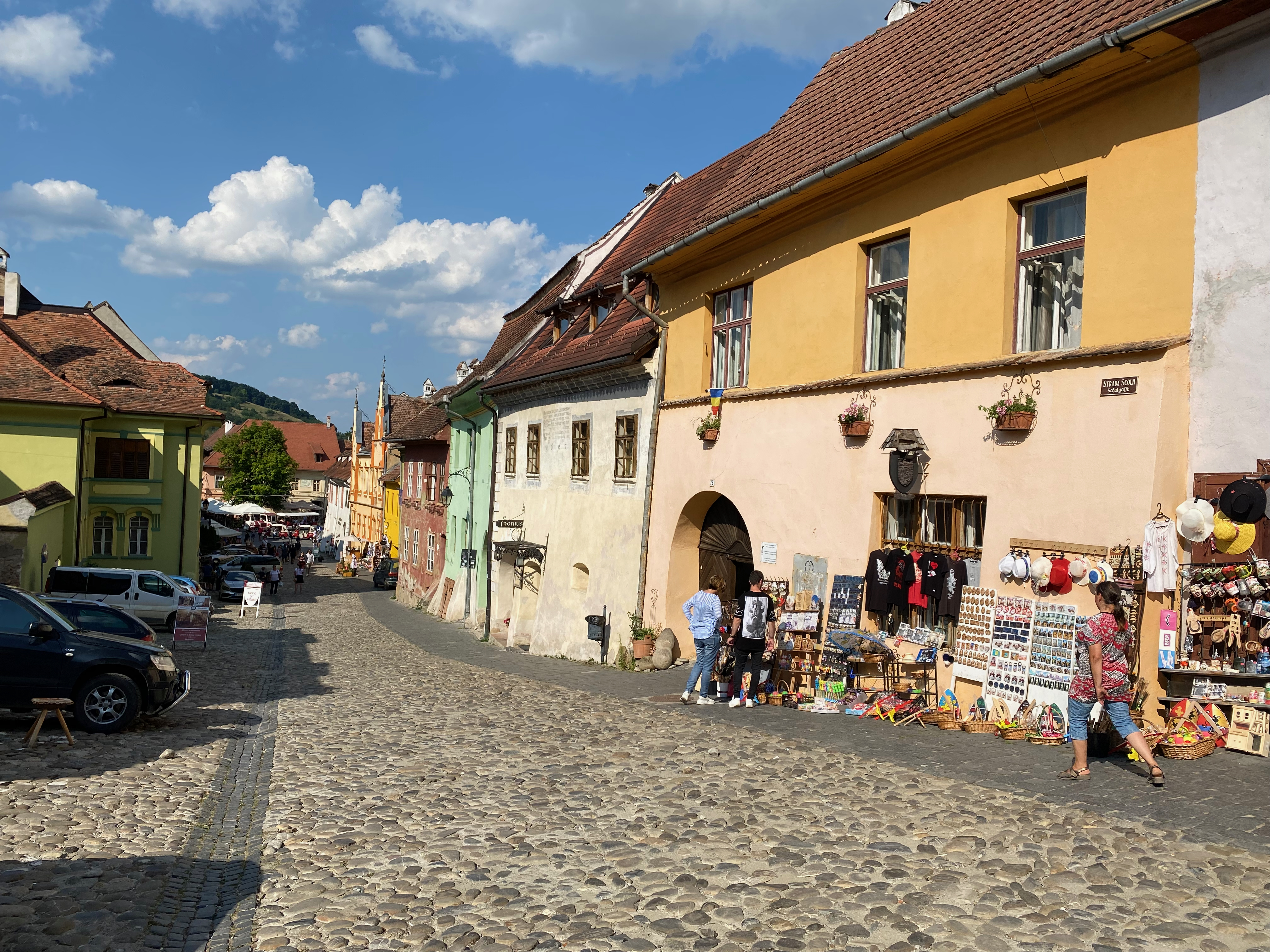
Carrer a la ciutat vella

El centre històric de Sighișoara ha preservat al llarg del pas del temps les estructures i característiques d'una ciutat medieval i fortificada. Per això la UNESCO va declarar aquest conjunt urbà Patrimoni de la Humanitat.
Cada any al mes de juliol s'organitza un festival de música i de cultura medieval que ha anat guanyant importància i ha esdevingut un referent cultural de Romania. Per la seva vinculació amb la novel·la Dràcula es va plantejar la possibilitat de transformar el centre històric en un parc temàtic de Dràcula, però els greus prejudicis que suposaven per al centre històric i les queixes des de diferents estaments europeus van provocar que es desestimés aquest projecte.
Sighişoara és probablement la ciutat medieval de més interès turístic i arquitectònic de tota Transsilvània. El símbol de la ciutat és la torre del Rellotge, una estructura construïda l'any 1556 que fa una alçada de 64 metres (on actualment hi ha un museu d'història).